# Dolmen am Dystrup Sø

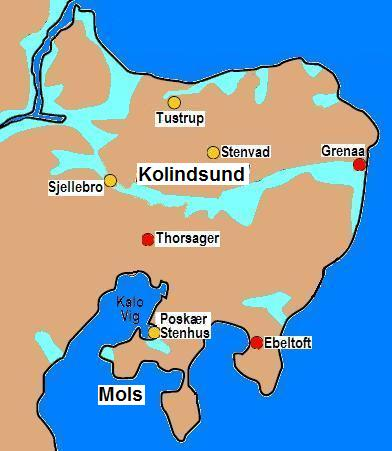
Karte von Djursland mit dem Fundplatz bei Stenvad und dem im 19. Jahrhundert trockengelegten Kolindsund (hellblau)

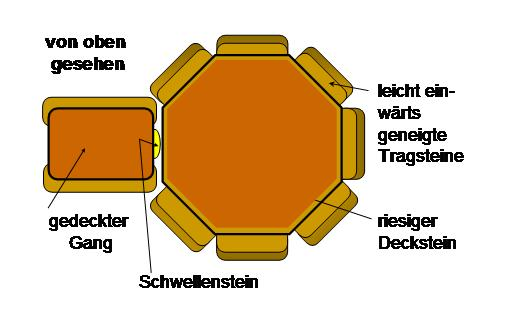
Schema eines Polygonaldolmens – von oben

Die Dolmen am Dystrup Sø (deutsch „Dystrupsee“) liegen im Norden der ostjütländischen Halbinsel Djursland in der Nähe der Dolmen von Stenvad. Die Großsteingräber stammen aus der Jungsteinzeit, etwa 3500–2800 v. Chr. und sind Megalithanlagen der Trichterbecherkultur (TBK). Neolithische Monumente sind Ausdruck der Kultur und Ideologie neolithischer Gesellschaften. Ihre Entstehung und Funktion gelten als Kennzeichen der sozialen Entwicklung. Südlich von Stenvad liegen die Heide und der Wald von Ramten, wo sich die Anlagen befinden. Die Gegend ist reich an Dolmen und bildet das nördliche Gegenstück zu der Konzentration um Nødager, südlich des Kolindsund. Das Gebiet im Norden war im Neolithikum eine Insel.

## Die nördlichen Anlagen
Am besten erhaltenen ist das etwa 19,0 × 9,0 m lange Hünenbett mit zwei Dolmen, knapp 100 m nördlich der Straße Hovlinen. Die Anlage wurde im Jahre 1887 restauriert. Es gibt jedoch keinen Grabungsbericht. Es ist möglich, dass der Hügel zunächst nur eine Kammer barg und erst als eine weitere hinzugefügt wurde, verlängert wurde. Den langen ovalen Erdhügel umgeben mehrere große, teilweise umgefallene Steine, der ursprünglichen Einfassung. Der nach Süden gerichtete Gang zur fünfeckigen Kammer des Polygonaldolmens ist beim östlichen Dolmen teilweise erhalten. Auf den großen Decksteinen der Kammer sind Schälchen zu erkennen, die in der Bronzezeit (1.800–500 v. Chr.) eingepickt wurden. Die Zwickel zwischen den Orthostaten sind noch teilweise mit Zwischenmauerwerk gefüllt. Der Gang der westlichen Kammer ist nicht erhalten, aber es gibt einen Schwellenstein in der Zutrittsöffnung im Nordosten. Der einzige Deckstein der Kammer wird von vier Tragsteinen gestützt.

## Die südlichen Anlagen
300 m östlich und südlich der Straße Hovlinen liegen zwei weitere Megalithanlagen auf dem Feld. Eine ist ein nahezu völlig zerstört. Etwas weiter liegt ein Langhügel mit zwei Kammern, von denen die östliche besser erhalten ist. Sie besitzt einen großen, flachen, teilweise abgesprengten Deckstein. Der Erdhügel ist fast abgetragen, insbesondere das auf dem Feld gelegene Westende; an den verbliebenen Randsteinen ist es aber noch erkennbar. Die westliche Kammer, in deren Bereich viele zerstörte Steine liegen, ist stark gestört. Es gibt weder archäologische Erkenntnisse noch Informationen über Funde in diesen Anlagen.

## Die Flora der Steinzeit
Aus dem „Fuglsø Mose“ (Moor), das im 19. Jahrhundert für den Torfabbau genutzt wurde, gibt es Pollenanalysen, die zeigen, dass das Gebiet während der Jungsteinzeit vorwiegend mit Birken, Eichen, Eschen, Haseln, Linden und Ulmen bewaldet war. In diesem dichten Laubwald schlugen die Leute der TBK Lichtungen für ihre Dörfer und Felder. Das förderte die Wachstumsbedingungen für Gräser und Kräuter.

## Depotfund
Nachdem die Kinder 1993 auf dem Kartoffelacker den Teil eines Kurzschwertes aus der frühesten Bronzezeit gefunden hatten, wurde der Ort mit dem Detektor durchsucht. Es gelang ein Depot aus acht Bronzeschwertern zu finden. Die Schwerter lagen direkt unter der Pflugebene und nur der Zufall verhinderte, dass sie von Feldgeräten getroffen wurden. Eine Datierung ist noch nicht verfügbar. Der Fund ist in mehrfacher Hinsicht einzigartig, nicht nur weil acht Schwerter in einem Depot, in dieser frühesten Periode der Bronzezeit einmalig sind, darüber hinaus wurden die Schwerter, obwohl sie von einem aus der Karpatenregion bekannten Typ sind, wahrscheinlich nicht importiert, sondern sind lokale Imitationen und eventuell einige der ältesten nordischen Bronzeschwerter überhaupt.